# Léo Volin
Léo Eichenbaum (1917-2002), más conocido como Léo Volin, fue un militante e historiador anarquista. Fue el tercer hijo del destacado militante anarquista ruso Volin. Nació el 4 de enero de 1917 en París, Francia.
Anarquista, como su padre, a los 20 años marchó a España donde se incorporó en una columna anarcosindicalista de la Confederación Nacional del Trabajo (CNT). Su unidad, el 6 de febrero de 1938, fue acorralada y aniquilada por los fascistas después de 24 horas de batalla (de más de 4.000 milicianos sólo quedaron 532).
El 28 de octubre de 1940 reencontró a su padre en Marsella y en 1986 reeditó la obra de éste La Revolución Desconocida, ampliada con sus conclusiones. Murió en Clamart, Francia, el 5 de agosto de 2002.